# Worms-Herrnsheim

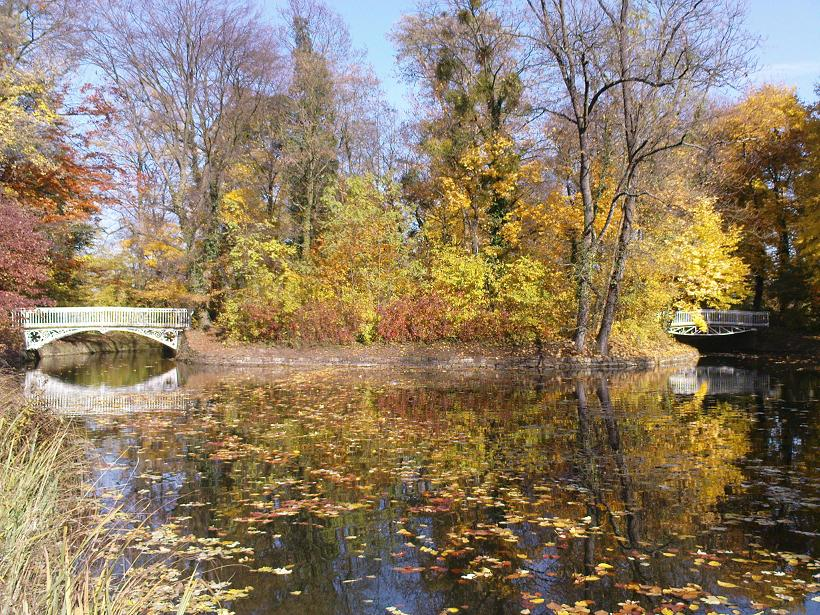
Schlosspark

Herrnsheim [Aussprache ˈhɛʁns.haɪm, im Dialekt ˈhɛnzəm oder gemäßigt ˈhɛʁnzəm] ist eine Ortschaft im rheinhessischen Wonnegau. Der heute flächenmäßig größte Stadtteil von Worms wurde 1942 eingemeindet.
Um Herrnsheim herum gibt es viele Weinberge, in denen man Wanderungen unternehmen kann und bei gutem Wetter eine Aussicht zum Taunus, den Odenwald und den Donnersberg (Pfälzerwald) hat. Im Sommer zieht der Herrnsheimer Badesee Badegäste aus der näheren Umgebung an. Im Waldgebiet Herrnsheimer Klauern befindet sich ein Waldlehrpfad.

## Geschichte

### Name
Bei der Ersterwähnung im Lorscher Codex wird 771 der Name Harlesheim verwendet. Er ist aus dem Grundwort „Heim“ und dem Bestimmungswort „Harles“ zusammengesetzt.
Es handelt sich folglich um die fränkische Wohnstätte eines Hari-ulf oder Hari-lant. Bis die Ortschaft 1445 endgültig Herrnsheim genannt wird, finden sich in Urkunden die Formen Herlzheim, Herlivisheim, Herlisheim und Herlesheim.

### Von der Jungsteinzeit bis zur Latènezeit
In der Herrnsheimer Gemarkung wurden neben Feuersteinklingen aus dem Neolithikum auch Grabbeigaben aus der Zeit der Bandkeramiker gefunden, die an das Landesmuseum Mainz und das Museum der Stadt Worms gegeben wurden. Das Grab einer keltischen Fürstin, das 1969 vollständig ausgegraben wurde, beherbergte zwei Goldringe, eiserne Gürtelhaken, Bronzeringe, Fibeln und eine Stangengliederkette aus Bronze und Eisen. Der Fund einer etruskischen Bronzeschnabeltasse im Jahr 1952 hatte zu der Grabung auf dem Gelände des Schießstandes „östlich der Klauern“ geführt.

### Mittelalter
Frühmittelalter
Am 12. Juni 771 wird Herrnsheim in einem Güterverzeichnis des Klosters Lorsch erstmals erwähnt. Der Franke Nancher und seine Frau Edelind schenken dem Kloster Ackerland.
Hoch- und Spätmittelalter
Werner II. von Bolanden bestätigt in seinem Lehenbuch (1194–1198) den Erhalt einer Mühle auf Herrnsheimer Gemarkung. Er selbst hat Güter an Gundolf von Worms, Heinrich von Worms und Dietrich von Enselthem (Einselthum) verliehen. 1253 verschenkt Demudis, die Witwe von Heinrich II. von Hohenecken, Ackerland an das Kloster Schönau. 1343 erwirbt das Andreasstift Worms von Wilhelm, genannt Schade und seiner Frau Jutta deren Hof und Güter in Herrnsheim. Die Tochter Margarete des Wormser Meister Wyden vermacht den Klöstern Schönau und Kirschgarten einen bedeutenden Besitz. Hier werden erstmals die Kämmerer von Worms in Zusammenhang mit Herrnsheim erwähnt, denn die empfangenden Klöster müssen ihnen oder deren Schultheißen jährlich eine Erstabgabe leisten. Giselbrecht, Phoss, Gerhard und Johann Kämmerer von Worms besitzen Rechte am Hochheimer Kloster Himmelskron, die sie 1347 ihrem Vetter Johann Kämmerer von Worms vermachen. Auch das Kloster Otterberg war im Ort begütert.

### Die Kämmerer von Worms, genannt von Dalberg in Herrnsheim (1374–1792)
Den Kämmerern von Worms, genannt von Dalberg, gelingt es 1374 sich die Ortsherrschaft über alle Einwohner Herrnsheims urkundlich verbriefen zu lassen. Sie lassen sich diese Rechtsposition durch Dienste und regelmäßige Abgaben vergüten. Der Vertrag ist eine Bestätigung der tatsächlichen Verhältnisse, die sich ab 1348 abzeichneten. 1375 erhält Dieter Kämmerer von Worms, genannt von Dalberg, von den Grafen von Leiningen Herrnsheim zum Lehen. 1385 erwerben sie auch die Herrnsheimer Güter des Pfalzgrafen Ruprecht.

Unter Philipp Kämmerer von Worms, genannt von Dalberg, wird 1460 das Schloss in Herrnsheim erbaut. Bei der Kirchenerweiterung 1470–1490 wird die Ursulakapelle als Grabkapelle derer von Dalberg errichtet. 1574 wird der Grundbesitz derer von Dalberg in Herrnsheim mit rund 250 Morgen Land angegeben. Die erworbenen Güter und Rechte der von Dalberg in Herrnsheim werden teils in Zusammenarbeit, teils im Gegeneinander zu ihren mächtigen Nachbarn, den Pfalzgrafen und dem Hochstift Worms, über Jahrhunderte ausgebaut. Die Herren bieten der Dorfgemeinschaft Schutz, im Gegenzug leisten die Bauern Dienste und führen Abgaben ab.

### Reformation und Dreißigjähriger Krieg
Kurfürst Friedrich II. von der Pfalz schließt sich 1546 der Reformation an. Wolf der Ältere von Dalberg und sein Sohn Wolf der Jüngere berufen sich auf den Augsburger Religionsfrieden und lassen sich vertraglich vom Kurfürsten das Zehntdrittel am ehemaligen Kloster Neuhausen zugestehen. 1581 setzt die Kurpfalz einen lutherischen Pfarrer in Herrnsheim ein. Wolf der Jüngere und die Gemeinde erklären, beim alten Glauben bleiben zu wollen. Er beruft sich auf die Stiftung der Vorfahren und beschäftigt einen katholischen Messpriester für die Ursulakapelle, Grablege seiner Vorfahren. Bis 1616 wechseln sich lutherische und reformierte Pfarrer ab. Wolf der Jüngere hingegen setzt immer wieder Altaristen in der Ursulakapelle ein. Zwischen 1597 und 1616, dem Todesjahr Wolf des Jüngeren, kommt es zu Auseinandersetzungen zwischen ihm und den Dorfbewohnern. Anlass bieten die erhöhten Fronleistungen und Zahlungen zur Verwirklichung des Neubaus des Unterschlosses. Die Bauern beklagen eine „..seit dreißig Jahren fast tägliche Steigerung der Frondienste“. Sie drohen mit dem Anruf der Kurpfalz als Schutzherrschaft.

Während des Dreißigjährigen Krieges wechseln sich katholische und evangelische Geistliche in Herrnsheim bei wechselnden militärischen Erfolgen der Parteien ab. 1635 wird Herrnsheim geplündert und eingeäschert, da die Gegner der kaiserlichen Truppen einfallen. Der Ort wird als „ganz öd und desolat“ beschrieben. Neben 74 Wohnhäusern gibt es 67 wüste Plätze.

### Reunion und Pfälzischer Erbfolgekrieg
Im November und Dezember 1676 sterben 251 Herrnsheimer Personen an der Pest.
Am 26. August 1686 kommt La Goupillière mit acht Mann nach Herrnsheim und forderte eine Huldigung des französischen Königs am nächsten Morgen. Die verängstigten Bürger geben nach Einschüchterungsversuchen nach und unterzeichnen die französische Erklärung. 1687 setzen die Franzosen einen katholischen Pfarrer ein. Im Zuge des Pfälzischen Erbfolgekrieges kam es 1689 zu schweren Zerstörungen in Herrnsheim.
1689 wird Herrnsheim von französischen Truppen eingeäschert, eine darauf folgende Hungersnot quält die Bevölkerung. Nach dem Frieden von Rijswijk 1697 bleiben die Gebiete katholisch, in denen die katholische Religion von den Franzosen zuvor eingeführt worden war.
Die Herren von Dalberg im Unterschloss und die des Oberschlosses regelten 1698 Angelegenheiten zwischen der Gemeinde und der Herrschaft. Die Herren wohnten jetzt außerhalb der Ortschaft.

### 18. Jahrhundert
Die gute wirtschaftliche Entwicklung im Dorf führte 1706 dazu, eine gemeinsamen Zunft, die „Schülerzunft“, zu bilden. Dabei wurden auch Regelungen zur Ausbildung der Lehrlinge getroffen. Das Zunftlokal war „Zur Krone“.
1716 erhielt Herrnsheim das Privileg, Jahrmärkte abzuhalten. 1784 wurde auf Vermittlung Wolfgang Heriberts von Dalbergs Joseph Anton Sambuga, der spätere Erzieher König Ludwig I. von Bayern, Pfarrer in Herrnsheim.
Im Zuge der Revolutionskriege fand 1792 die dalbergische Ortsherrschaft ein Ende, als französische Truppen das Dorf besetzten.

### 19. Jahrhundert
Durch Artikel 47 der Wiener Kongressakte erhält das Großherzogtum Hessen 1815/16 weitere Gebiete zugewiesen, unter anderem Worms, Alzey, Bingen und Mainz, ein Gebiet, das jetzt als Rheinhessen bezeichnet wird. Herrnsheim ist nun unter der Verwaltung des Großherzogtums Hessen im Bereich Rheinhessen.
Durch den Tod Emmerich-Josephs von Dalberg 1833 erlischt die männliche Linie Dalberg. Sein Enkel John Dalberg Acton verkauft 1883 das Schloss und den Park an den Industriellen Cornelius Heyl, der ab 1886 durch Erhebung in den Adelsstand den Namen von Heyl zu Herrnsheim führt.

### 20. Jahrhundert

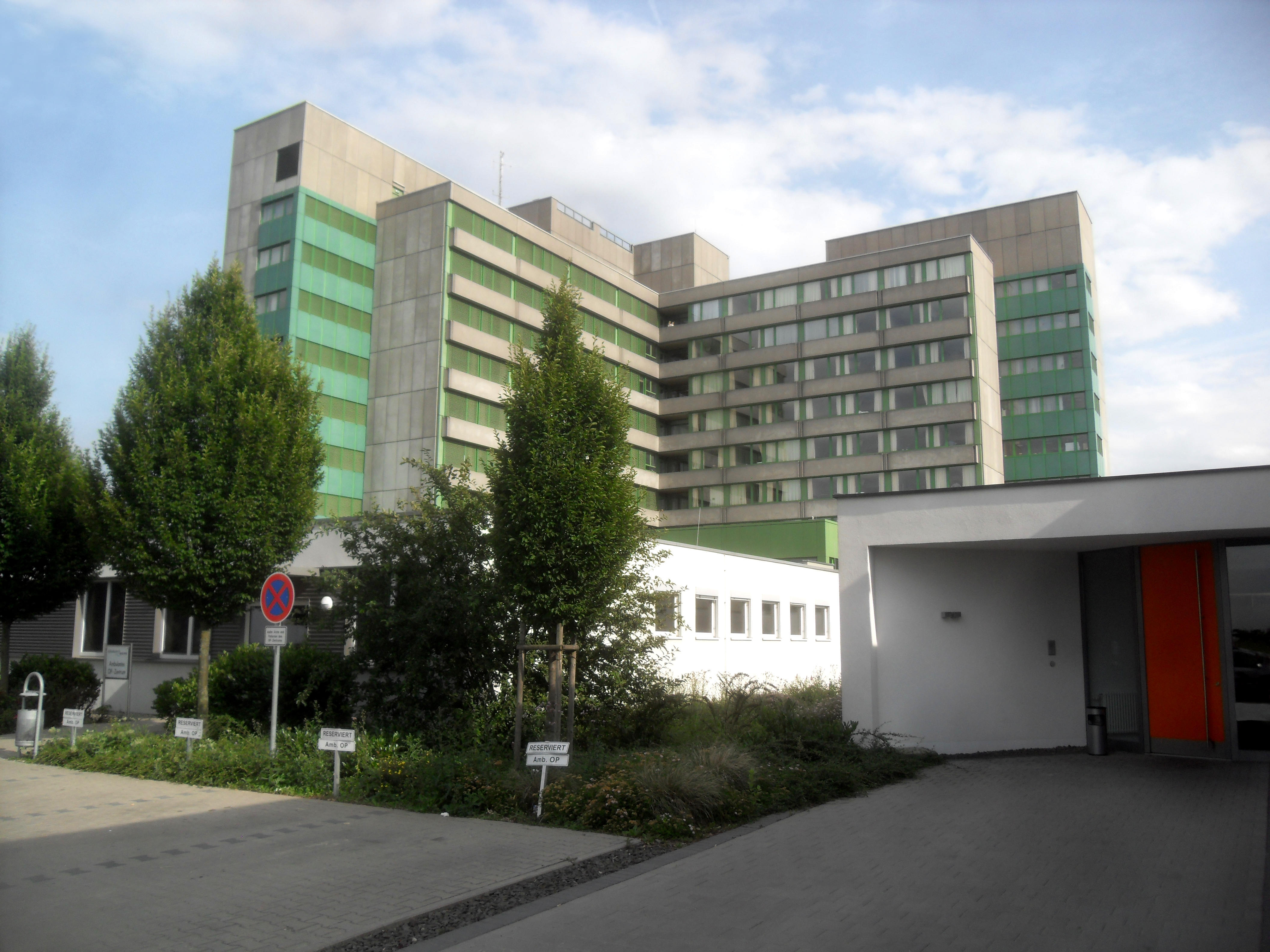
1981 wurde das Klinikum Worms in Herrnsheim eröffnet

Zum 1. April 1942 wurde Herrnsheim nach Worms eingemeindet.
Bei einem Eisenbahnunfall wurde am 24. Juli 1954 ein Omnibus an einem unbeschrankten Bahnübergang der Bahnstrecke Worms–Gundheim zwischen Herrnsheim und Abenheim von einem Zug erfasst. 25 Menschen starben. 
Die Stadt Worms kaufte 1957 das Schloss samt Park und übergab es der Öffentlichkeit. Das Schloss ist der Öffentlichkeit heute allerdings nicht mehr zugänglich.

### 21. Jahrhundert
Im Jahr 2001 begann der Bau von Windkraftanlagen auf der Herrnsheimer Höhe, unweit der A61. Zunächst wurden drei Windkraftanlagen vom Typ GE Wind Energy 1.5sl installiert. Im Jahr 2006 folgte der Typ Fuhrländer FL MD77, gefolgt von drei Windkraftanlagen vom Typ Vestas V90-2.0MW im Jahr 2009 (auf Mörstädter Gemarkung). Zum Jahreswechsel 2011/2012 wurden insgesamt sieben weitere Windkraftanlagen vom Typ Vestas V112–3.0MW Anlagen errichtet, sowohl auf Wormser als auch auf Mörstädter Gemarkung. Des Weiteren ist ein Repowering geplant, bei dem die aus dem Jahr 2001 stammenden drei Windkraftanlagen von General Electric durch zwei leistungsstärkere und modernere Anlagen vom Typ Enercon E-160 EP5 E2 ersetzt werden sollen.

### Einwohnerentwicklung
(Quelle:)
| Datum | Einwohner | Datum | Einwohner |
| ----- | --------- | ----- | --------- |
| 1867  | 1457      | 1925  | 2.772     |
| 1871  | 1476      | 1932  | 3.038     |
| 1875  | 1518      | 1933  | 3.121     |
| 1880  | 1616      | 1939  | 3.144     |
| 1885  | 1741      | 1943  | 3.035     |
| 1890  | 1822      | 2012  | 5.936     |
| 1895  | 1901      | 2015  | 6.268     |
| 1900  | 2109      |       |           |
| 1905  | 2227      |       |           |
| 1910  | 2.386     |       |           |

## Politik

### Ortsbeirat
Für den Stadtteil Worms-Herrnsheim wurde ein Ortsbezirk gebildet. Dem Ortsbeirat gehören elf Beiratsmitglieder an, den Vorsitz im Ortsbeirat führt der direkt gewählte Ortsvorsteher.
Zum Ortsbeirat siehe die Ergebnisse der Kommunalwahlen in Worms.

### Ortsvorsteher im 20. und 21. Jahrhundert
| Zeitraum | Zeitraum | Name              | Partei | Beruf           |
| 1945     | 1957     | Josef Kercher     | CDU    | Ortsvorsteher   |
| 1957     | 1975     | Herrmann Röß      | CDU    | Ortsvorsteher   |
| 1975     | 1983     | Martin Gerster    | CDU    | Ortsvorsteher   |
| 1983     | 1989     | Josef Wolf        | CDU    | Ortsvorsteher   |
| 1989     | 2004     | Hans Kissel       | SPD    | Ortsvorsteher   |
| 2004     | 2014     | Silvia Gutjahr    | CDU    | Ortsvorsteherin |
| 2014     | --       | Andreas Wasilakis | CDU    | Ortsvorsteher   |

Bei der Kommunalwahl am 9. Juni 2024 setze sich Andreas Wasilakis mit einem Stimmenanteil von 55,8 % gegen einen Mitbewerber durch und wurde somit für weitere fünf Jahre im Amt bestätigt.

### Wappen
Blasonierung: Schild durch silberne Leiste geteilt, oben in Gold drei aufsteigende blaue Spitzen mit je einer silbernen Lilie, unten in Grün ein silberner Distelkopf mit zwei goldenen Blättern.

## Sehenswürdigkeiten und Kultur

### Weltliche Bauwerke

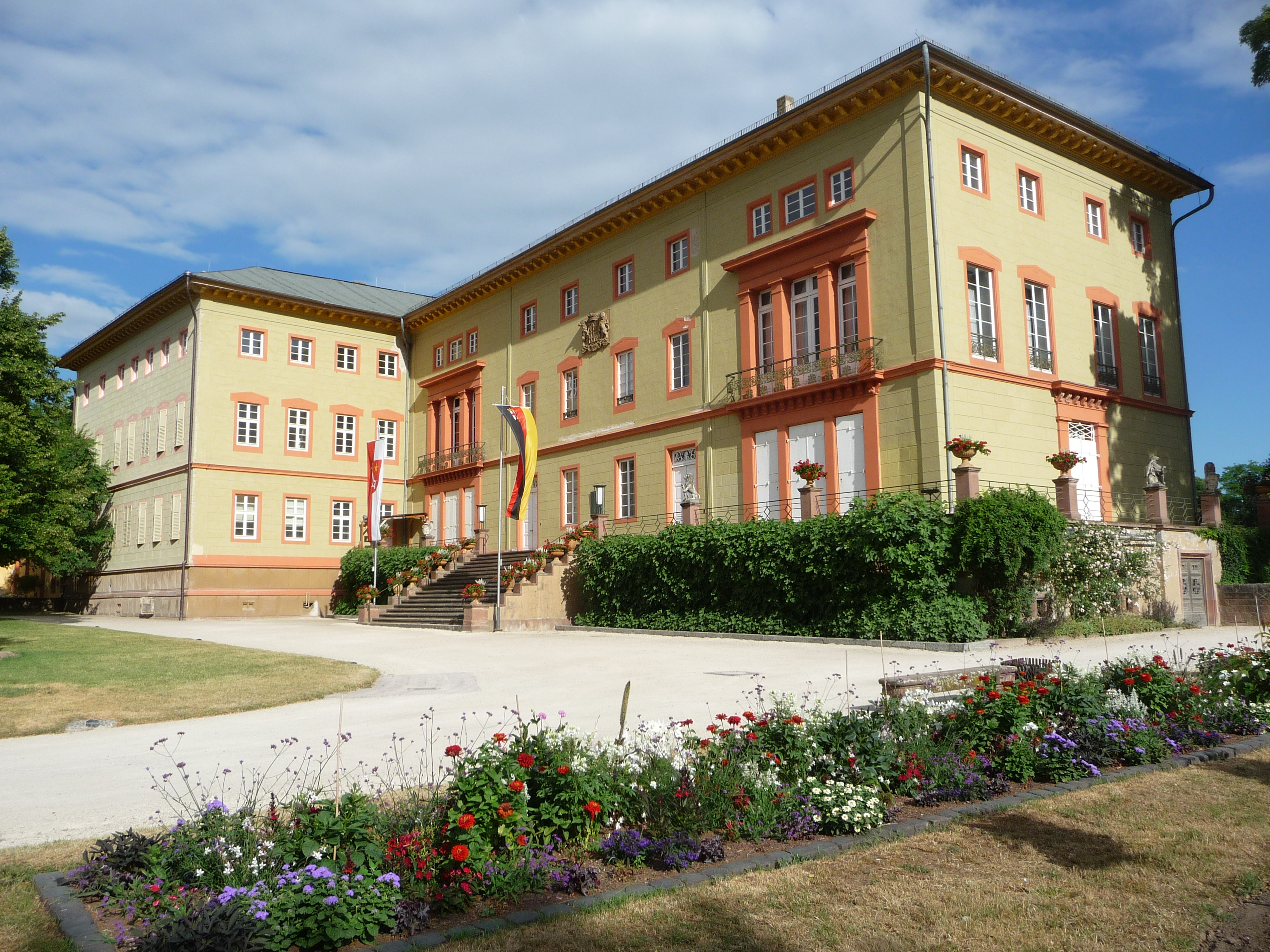
Das Herrnsheimer Schloss

Das im Stil des Empire und Klassizismus erbaute Herrnsheimer Schloss ist wohl die größte Sehenswürdigkeit in Herrnsheim. Es war ehemals der Herrschaftssitz der Herren von Dalberg, die das Amt der Kämmerer des Bischofs von Worms bekleideten und nach denen auch die Dalbergschule (Grundschule von Herrnsheim) benannt ist. Im Schlosshof findet seit 2012 jedes Jahr der so genannte „Herrnsheimer Weinsommer“ statt, bei dem Herrnsheimer Winzer verschiedene kulturelle Veranstaltungen ausrichten und mit ihren Weinen begleiten. Heute ist das Schloss im Besitz der Stadt Worms und wird überwiegend repräsentativ genutzt. Der 10,5 Hektar große Schlosspark ist der bedeutendste Englische Landschaftsgarten in Rheinland-Pfalz. Er wurde 1788 bis 1792 durch den Gartenarchitekten Friedrich Ludwig Sckell neu angelegt. Wesentliche Gestaltungselemente des Herrnsheimer Gartens sind die ausgedehnte Teichanlage mit Brücken, Inseln, Kanälen und der Amorgrotte, die großzügigen Wiesenbereiche sowie die waldartigen Baumbestände im Norden. Durch die lebendige Wegeführung entstehen immer neue Kulissen, Durchblicke und Sichtachsen, zum Beispiel zur St.-Anna-Kapelle in den benachbarten Weinbergen oder zum spätmittelalterlichen Schillerturm und der Orangerie.
Auch soll Friedrich Schiller schon in Herrnsheim und zwar im nach ihm benannten „Schillertürmchen“ gewesen sein und dort gearbeitet haben, doch ist dieses nicht eindeutig belegbar. In Herrnsheim bestehen zum Teil auch noch alte Stadtmauern, so wie in der Straße „Am Mauergarten“ noch ein alter Torbogen, der denkmalgeschützt ist. Weiter außerhalb befindet sich ein jüdischer Friedhof.
Siehe auch: Liste der Kulturdenkmäler in Worms-Herrnsheim

### Lokales Brauchtum
Am Wochenende des dritten Sonntags im September (traditionell: Sonntag nach Kreuzerhöhung, 14. September) findet die in der Region bekannte Herrnsheimer Kerwe statt. Traditionell wird sie durch das Kerwepaar eröffnet, nachdem die Jugend des Ortes die Kerwe ausgegraben hat. Danach zieht die Jugend mit einer Strohpuppe durch den Ort und macht in den Winzerhöfen Stimmung.
Zur Kerwe 2007 wurde im alten „Schusterhaus“ in der Hauptstraße das Heimatmuseum des Heimatkreises unter Vorsitz von Jürgen Breuer offiziell eröffnet.

## Sport und Vereine
Der TSV 1883 Herrnsheim (heute: SG Eintracht 1883/1946 Worms-Herrnsheim) wurde 1932 Deutscher Feldhandballmeister der Deutschen Turnerschaft mit einem 7:3 Endspielsieg bei MTV Hannover.
Der Handballsport wird aufrechterhalten durch die HSG Worms, bestehend aus SG Eintracht Herrnsheim, SC Wormatia und der TV Leiselheim.

## Persönlichkeiten
- Peter Friedrich Wallreuther (1712–1786), Stiftsherr und Dekan (Oberhaupt) des Martinsstiftes Worms
- Johann Jakob Trunk (1745–1816), Forstwissenschaftler
- Wolfgang Heribert von Dalberg (1750–1806), badischer Großhofmeister, Staatsminister und Intendant des Nationaltheaters Mannheim
- Joseph Anton Sambuga (1752–1815), kath. Pfarrer in Herrnsheim (1784–1797). Ab 1797 Erzieher des Kronprinzen Ludwig, dem späteren König Ludwig I. von Bayern
- Gabriel Hagspiel (1765–1815), kath. Pfarrer in Herrnsheim, Freund und Vertrauter Jean-Chrysostome Brauneis (1785)
- Jean-Chrysostome Brauneis (1785–1832), kanadischer Kapellmeister, Musikpädagoge und Komponist
- Otto Bardong (1935–2003), Hochschulrektor und Abgeordneter im rheinland-pfälzischen Landtag und im EU-Parlament
- Ulrich Neymeyr (* 1957), Bischof von Erfurt
- Markus Weinmann (* 1974), Agrarwissenschaftler